# 比尔森
比尔森位于捷克波希米亚地区西部，距离布拉格约90公里，是比尔森州的首府，也是该国第四大城市。比尔森位在拉德布扎河、姆熱河、烏赫拉瓦河與烏斯拉瓦河四條河流的匯集之處，它們在此匯合成貝龍卡河。
著名的比尔森啤酒即于19世纪发源于比尔森。

## 历史
比尔森第一次被提及是在976年，是波希米亚波列斯拉夫二世与神圣罗马帝国奥托二世之间的战争中的一处城堡。1295年，在瓦茨拉夫二世的准许下，比尔森设镇并在距离原城堡约10公里的地方建立起新的街市。随后，比尔森很快成为前往纽伦堡和的贸易路线上的重要集镇。到14世纪，比尔森已是仅次于布拉格和库特纳霍拉的波希米亚第三大城镇。在胡斯战争中，比尔森是天主教会对抗胡斯信徒的中心并加入了反对波杰布拉德的伊日的天主教贵族同盟，大普罗科普对其进行的三次围攻均告失败。1468年，比尔森得到一台印刷机，出版并印刷了波希米亚第一本书籍。
在三十年战争中，比尔森于1618年在比尔森围攻中被恩斯特·冯·曼斯费尔德占领直至1621年。1633年，阿尔布雷希特·冯·瓦伦斯坦将其作为冬季驻扎地。1637年和1648年，瑞典人对比尔森进行围攻但均以失败而告终。
17世纪末，比尔森的建筑开始受到巴洛克风格的影响。自1989年以来，比尔森的老城区已经处于历史遗迹保护之中。
1945年5月6日，在第二次世界大战行将结束之际，比尔森被乔治·S·巴顿将军的部队从纳粹德国手中解放，而德国控制的捷克斯洛伐克其余地区则由苏联红军解放。根据同盟国之间的协议，巴顿及美軍在几天后撤离，苏联接管了比尔森，當地所有的德意志人被驅逐回國。自1990年起，比尔森每年5月都会举行解放纪念活动并已成为一项当地传统。

## 教育与经济
比尔森是捷克西部的教育、商业和文化中心。位于该市的西波西米亚大学的商学院、机械工程学院和应用科学学院尤为有名。
自1990年代后半期开始，比尔森在外国投资下取得了高速发展。虽然人口仅占比尔森州人口的29.8%，但比尔森创造了整个州近三分之二的GDP（约72亿美元，人均44,000美元），是捷克最繁荣的城市之一。
斯柯达公司于1859年在比尔森建立，是过去奥匈帝国、捷克斯洛伐克和如今捷克工业的重要组成部分。公司的产品以前直接满足东方集团，在天鹅绒革命后，公司迅速陷入销售和债务问题。在经过重大重组后，如今的斯柯达公司仅保留了两项主要业务：斯柯达运输（机车、地铁列车、有轨电车和无轨电车）和斯柯达电力（涡轮发电机）。
许多外国公司例如大金和松下等都在比尔森拥有制造基地。

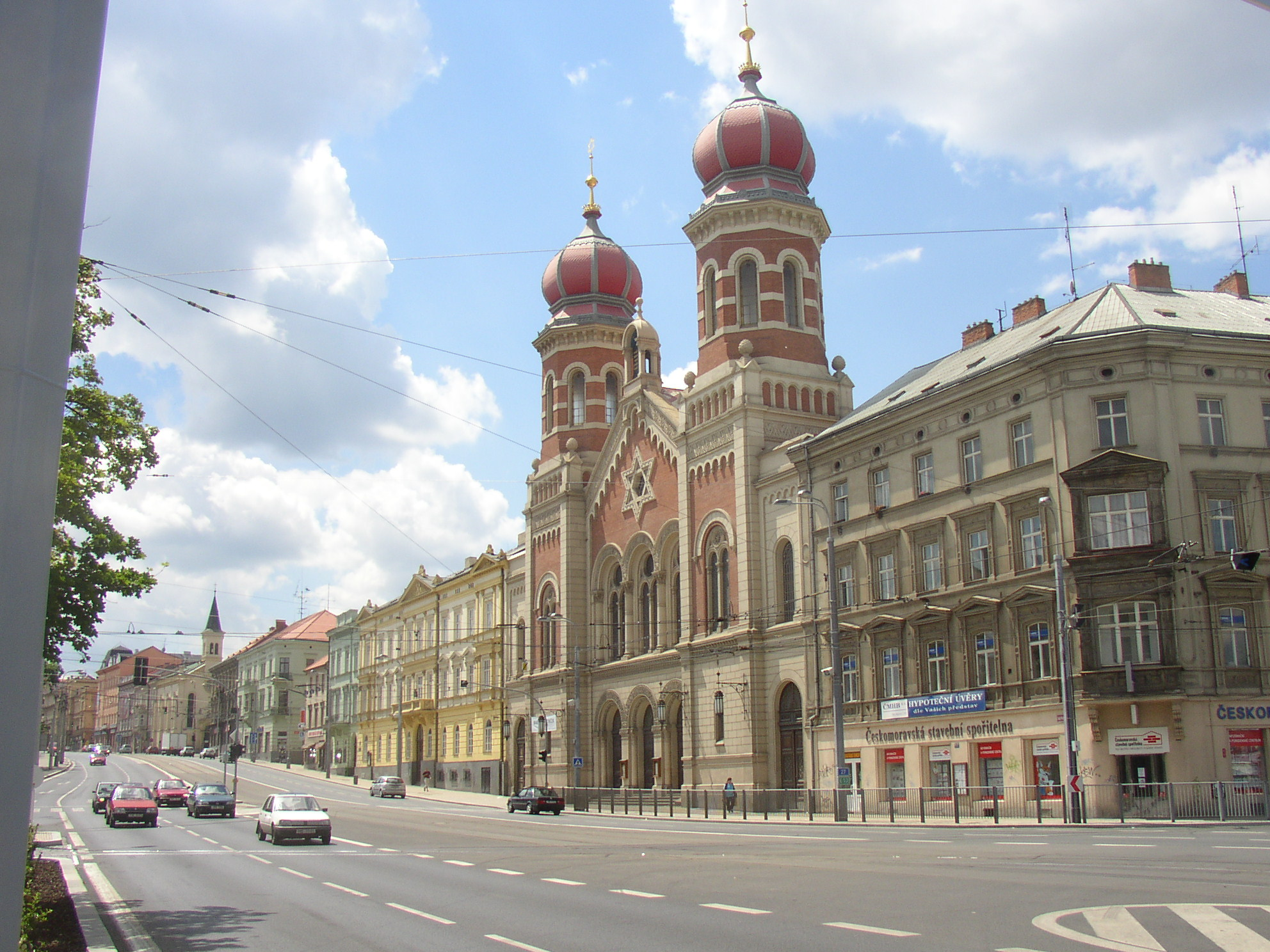
比尔森犹太会堂

## 景点

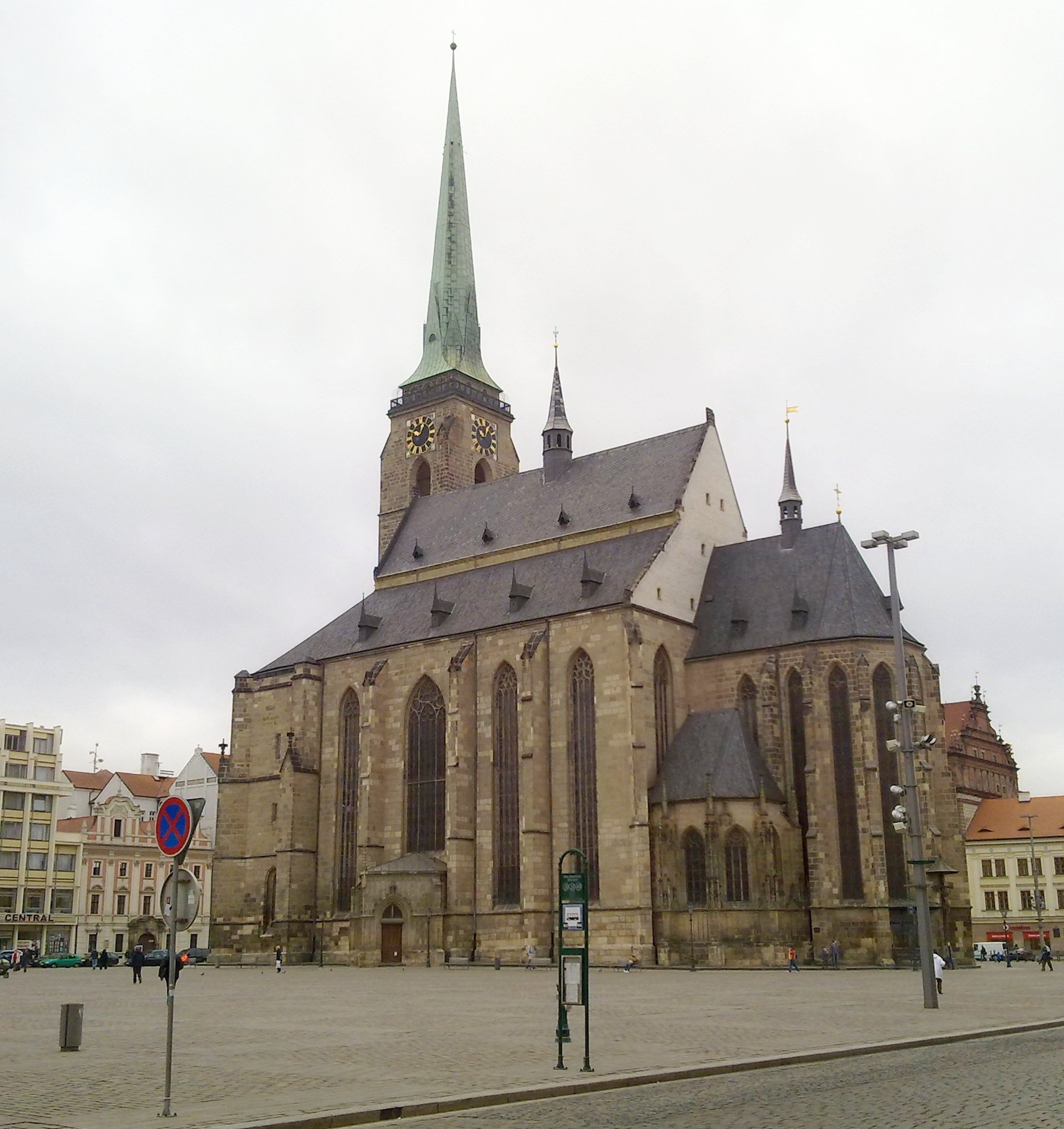
比尔森圣巴尔多禄茂主教座堂

比尔森最著名的景点是哥特式建筑比尔森圣巴尔多禄茂主教座堂，建于13世纪末，其塔楼位于102米（335英尺）,为捷克共和国最高, 文艺复兴市政厅,以及摩尔复兴风格的大犹太会堂, 欧洲第二大犹太会堂，仅次于布达佩斯的烟草街会堂。还有一条历史悠久的隧道，长达20公里，系中欧最长之一。其一部分向游客开放，长度约为750米（2,500英尺），深度约为12米（39英尺）。
原水塔建于1532年，被整合到布拉格门的城防系统中。1822年，又增加了一层，为法国帝国风格。哥特式大门始建于16世纪，来自另一座被拆除的房屋（建于1912年）。大门上方有一块纪念约瑟夫·什科达（Josef Škoda，维也纳大学教授，1805年12月10日出生在隔壁）博士的牌匾。
比尔森拥有著名的皮尔森欧克（起源于1842年）和甘布里努斯（Gambrinus，起源于1869年）啤酒厂，目前由朝日啤酒控股。皮尔森欧克啤酒厂之旅是一个很受欢迎的旅游景点，游客可以在这里发现啤酒的历史。19世纪，在比尔森发展出了比尔森啤酒风格的啤酒。
2015年，比尔森与比利时的蒙斯一起成为欧洲文化之都。

## 名人
- 佩特·切赫：足球运动员
- 卡雷尔·戈特：流行歌手
- 奥塔·希克：经济学家
- 埃米尔·什科达：斯柯达公司创始人
- 伊日·特尔恩卡：艺术家

## 友好城市
- 巴西圣安德烈
- 日本高崎市
- 俄罗斯叶卡捷琳堡
- 美国伯明翰
- 德国
- 瑞士温特图尔
- 法國利摩日